# علي حيدر (علي جمال)
علي حیدر (بالفارسية: علی حیدر) هي مستوطنة تقع في إيران في قسم علي جمال الريفي.